# Phanias harfordi
Phanias harfordi là một loài nhện trong họ Salticidae.
Loài này thuộc chi Phanias. Phanias harfordi được Elizabeth Maria Gifford Peckham & George William Peckham miêu tả năm 1888.